# Diorhabda elongata
Diorhabda elongata is een keversoort uit de familie bladkevers (Chrysomelidae). Het basioniem van de naam is in 1832, als Galeruca elongata, door Brullé gepubliceerd.